# Saturnus I

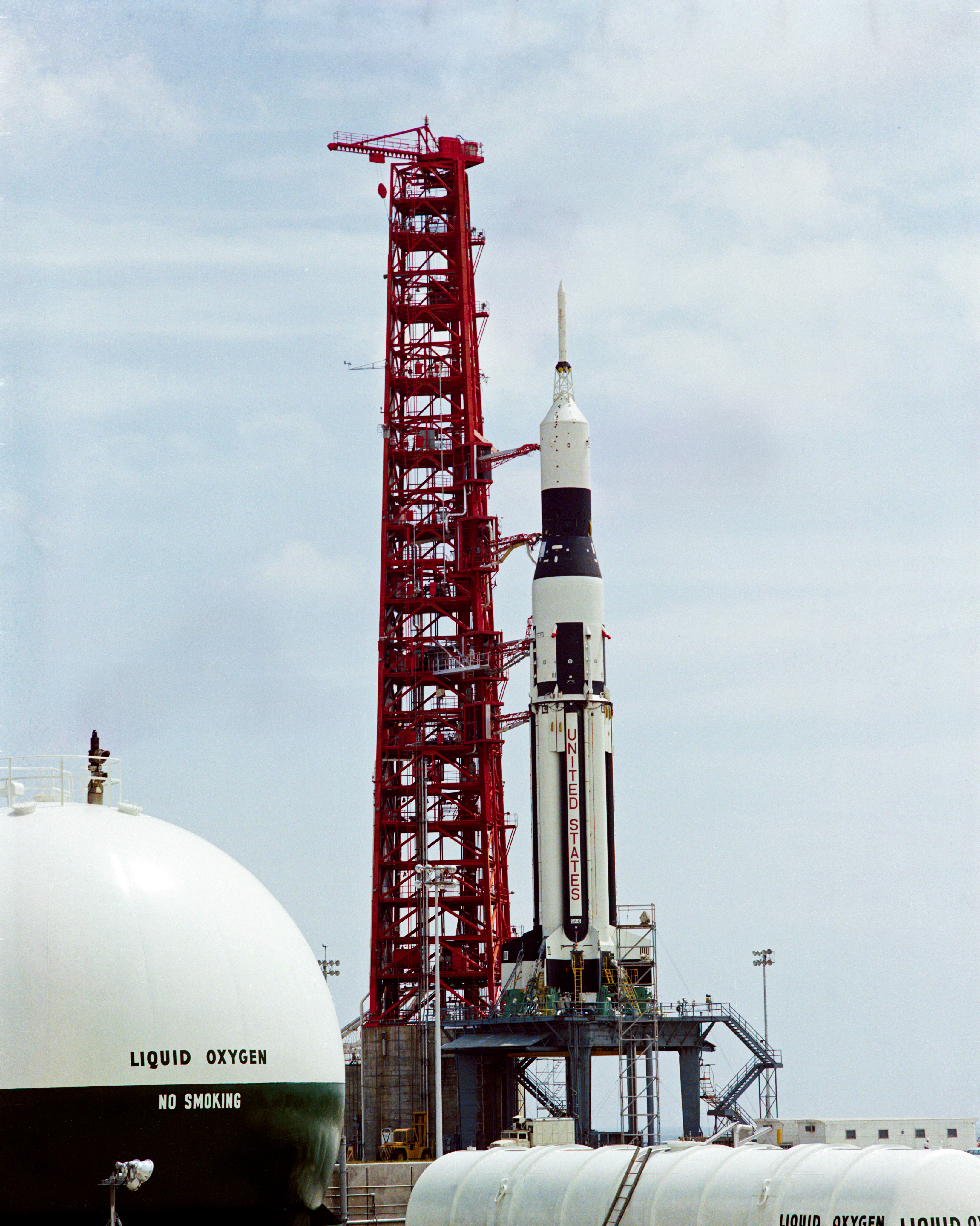
Saturnus I voor vlucht SA-6 staat op het lanceercomplex 37B.

De Saturnus I was een Amerikaanse draagraket die vanaf 1957 onder het Large Booster Program  van het Army Ballistic Missile Agency (ABMA) en NASA onder leiding van Wernher von Braun werd ontwikkeld. In de voorbereidende fase van het Apolloprogramma speelde dit type een belangrijke rol in de ruimtewedloop. De Saturnus I was bij zijn introductie de krachtigste draagraket op aarde en was geschikt om vrachten tot 9.070 kilogram in een lage baan om de aarde te brengen en tot 2.220 kilogram in een baan naar de Maan. Het was de eerste raket uit de Saturnusreeks waartoe ook de Saturnus IB en de Saturnus V behoren. Alle tien ondernomen lanceringen slaagden. 
De ontwikkeling van deze tweetrapsraket was aanvankelijk een project van het militaire ABMA. Na enkele jaren haakte het net opgerichte civiele ruimteagentschap NASA aan. Het Pentagon besloot het project kort daarop te annuleren ten behoeve van de sneller te ontwikkelen en modulair opgebouwde Titan III. Toen NASA daarop verhaal kwam halen werd de annulering ingetrokken en het team van Wernher von Braun overgenomen door NASA. Hierdoor kon het Pentagon zich uit het project terugtrekken zonder de Saturnus I af te blazen.

## Rakettrappen
De eerste trap van de Saturnus I heette de S-I en bevatte acht Rocketdyne H-1-raketmotoren die gezamenlijk 6,7 meganewton aan stuwkracht leverden. Deze verbrandden RP-1-raketkerosine met vloeibare zuurstof als oxidator. Om de raket sneller gereed te hebben gebruikte de eerste trap geen nieuwe brandstoftanks, maar een cluster bestaande uit de brandstoftank van een Jupiter-raket met daaromheen acht brandstoftanks van Redstone-raketten. De S-I-trap werd later ook als eerste trap van de Saturnus IB gebruikt. In de beginfase van de ontwikkeling wou men de Rocketdyne E-1-motoren, een voorloper van de F-1-motor (hoofdmotoren Saturnus V) gebruiken. Maar uiteindelijk leek een cluster van acht minder krachtige H-1-motoren een veiliger optie.
De tweede trap was de S-IV die een zestal Rocketdyne RL-10-motoren gebruikte. Deze motoren verbranden vloeibare waterstof met vloeibare zuurstof als oxidator. De RL-10 werd overigens voor de Centaur-trap van de Atlasraket ontworpen en is heden ten dage in geüpgradede vorm nog steeds in gebruik op de Atlas V en Delta IV en wordt in de toekomst door de Vulcan benut.
De optionele derde trap, de Centaur-C, is nooit gebruikt.

## Vluchten

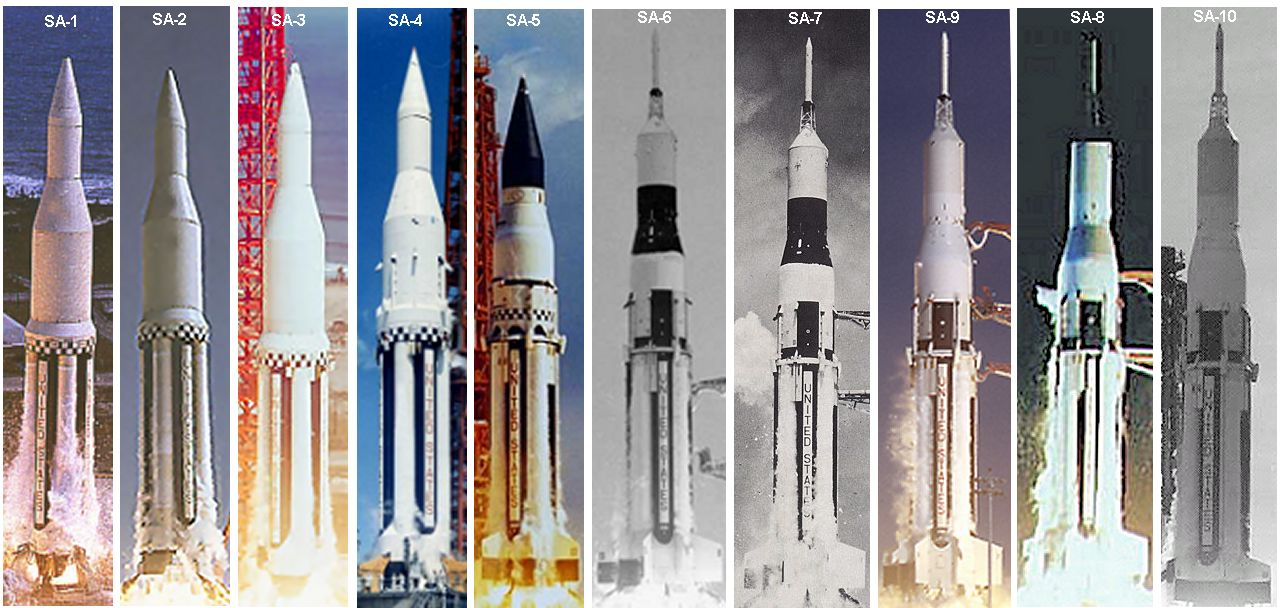
Foto’s van alle tien Saturnus I-lanceringen.

Vluchten SA-1 tot en met SA-4 waren suborbitale testvluchten zonder tweede trap waarbij op grote hoogte een hoeveelheid water werd losgelaten. Deze vluchten vonden plaats in 1961, 1962 en 1963.
Bij vlucht SA-5 op 29 januari 1964 was de eerste vlucht met de volledige raket. Hiermee overtrof de Verenigde Staten voor het eerst de lanceercapaciteit van de Sovjet Unie. Deze lancering wordt vaak gezien als het moment waarop de Verenigde Staten op voorsprong kwam in de race naar de Maan.
Vanaf vlucht SA-6 werden een aantal boilerplates van de Apollo-commandmodule in de ruimte gebracht. Ook werden enkele Pegasus-satellieten aan boord meegenomen. De Saturnus I werd gelanceerd vanaf NASA's lanceercomplexen LC-34 en LC-37B op het Cape Canaveral Air Force Station.
De Saturnus I werd na de tiende lancering (30 juni 1965) in 1966 opgevolgd door de Saturnus IB. Door een krachtiger tweede trap verdubbelde de maximale nuttige lading.